# Latin ábécé
A latin ábécé, amelyet a magyar nyelv is használ, a következő betűkből áll:

## Története

A latin ábécé használata világszerte

A föníciai ábécé és megfelelői négy modern ábécében. Balról jobbra: latin, görög, föníciai, héber, arab

A latinság valószínűleg kétféle irányból, etruszk közvetítéssel és dél-itáliai közvetítéssel ismerte meg a föníciai ábécét. A kétféle eredeztetés közötti pontos viszony megállapítása körül évszázados szakmai vita folyik. Hammerström szerint (Jensen, 521 o.) a B, D, O, X betűk egy olyan dél-itáliai görög betűs írásból származnak, ami etruszk befolyás hatására tartalmazta ezeket a betűket (Sampson, 108 o.). Rix (203 o.) állítása szerint a latin nyelvben ezen betűk hangértéke görög nyelvi hatásra utal, maguk a betűk már mind léteztek, mikor Rómában használatba vették az etruszk ábécét (Wachter, 33 o.).
A kompromisszumos álláspont bizonyos betűk esetén tehát etruszk, más betűk esetén görög hatást feltételez. Az etruszkban nem volt zöngés zárhang, ezért a C a görög gamma átvételeként vált a zöngétlen [k] hanggá mind az etruszkban, mind a latinban. Jensen (521 o.) szerint a C, K, Q betűk használata a latinban megegyezett az etruszk használattal, azaz [e, i] előtt C-t, [a] előtt K-t, [u, o] előtt pedig Q-t írtak. (Ez utóbbi csak a latinra igaz, mert az etruszkban nem volt [o] hang.) A betűk elnevezése is e módszer szerint alakul: gamma/gemma, kappa, qoppa/quppa (Wachter, 15 o.). Az Y és Z betűket később, szintén a görögből kölcsönözték. A G-t Spurius Carvilius Ruga (i. e. 230 körül) alkotta a C-ből (Sampson, 109 o.). Az F (digamma) [w] hangot jelölt eredetileg, később az [f] hang jelévé egyszerűsödött. A [w, j] félhangzókat és az [u, u:, i, i:] magánhangzókat V-vel és I-vel jelölték.
Az eredeti latin ábécé az i. e. 7. század körül:
Összehasonlításhoz:
- Etruszk ábécé
- Görög ábécé
- Héber ábécé
- Cirill ábécé

A W két V egybeírásából keletkezett. A késő római korban került az ábécébe, germán nyelvek hatására. Az U-t és a J-t eredetileg nem különböztették meg a V és I betűktől. Az óangolban három – rúna eredetű – betűt adtak az ábécéhez: a þ-t (thorn), az ð-t (edh) és a ƿ-t (wynn) – az izlandi nyelvben az első kettő még ma is használatos.
A szláv nyelvek a latin és a cirill ábécét is használják. Az ortodox egyházhoz tartozó országok általában a cirill írást alkalmazzák, a többiek pedig a latint.

## A kis- és nagybetűk alaki összefüggése
Az ékezet (mellékjel, diakritikus jel) és kettős betűk nélküli latin ábécé az alábbi betűkből áll:
| Nagybetűk | A | B | C | D | E | F | G | H | I | J | K | L | M | N | O | P | Q | R | S | T | U | V | W | X | Y | Z |
| Kisbetűk  | a | b | c | d | e | f | g | h | i | j | k | l | m | n | o | p | q | r | s | t | u | v | w | x | y | z |

Mint látható, némely betűk – arányaiktól és méretüktől eltekintve – gyakorlatilag megegyeznek kis- és nagybetűs formájukban (c/C, k/K, o/O, p/P, s/S, u/U, v/V, w/W, x/X, y/Y, z/Z), illetve igen hasonlóak (i/I, j/J), míg mások csak némileg hasonlítanak (e/E, f/F, h/H, m/M, n/N, t/T) vagy akár számottevően eltérnek (a/A, b/B, d/D, g/G, l/L, q/Q, r/R).
Az előbbi csoporton belüli különbségtétel az optikai karakterfelismerés terén is problémát jelenthet (ti. hogy képes-e a szoftver megkülönböztetni őket, főleg önálló helyzetben), akárcsak a l (kis „L”) és az I (nagy „i”) betűk (valamint az 1-es szám) különválasztása. Bizonyos betűk valamely betűkapcsolathoz hasonló kinézetűek, ami szintén megfelelő megoldást igényel OCR esetén: az rn például az m-hez, a cl a d-hez, a vv pedig a w-hez hasonló lehet (a hasonlóság mértéke betűtípustól függően eltér). 
A kis- és nagybetűk közti tipográfiai különbség – nevükkel ellentétben – nem a méretükben rejlik, hanem abban, hogy a nagybetűk jellemzően azonos magasságúak, bár a Q és olykor a J lenyúló szárral is előfordul. A kisbetűk közül felnyúló szárral rendelkezik a b, d, f, h, k, l, t, lenyúló szárral pedig a g, j, p, q, y betűk.
Egy betű, karakter vagy szimbólum (kiejtésüktől és kis–nagy betűs összefüggéseiktől függetlenül vett) vizuális megjelenési formáját glifának vagy íráselemnek (angolul glyph(en)) nevezik (ennek például az eltérő ábécék hasonló alakú betűinél van jelentősége, l. alább). Az egyazon betű(fogalom) alá tartozó különböző glifák neve allográf(en): a latin ábécét tekintve ide tartoznak a kis- és nagybetűk említett formai különbségei mellett például a g és ɡ, a és ɑ alakok (utóbbi főleg a kurzív írásban), de az s betű archaikus ſ formája is (amely pl. a német ß-ben maradt fenn).

## Átfedés rokon ábécék betűivel

Venn-diagram a görög (balra fent), latin (jobbra fent) és cirill betűk (lent) átfedéseiről

Laikus szemmel is felfedezhetők az alak szerinti összefüggések egyes cirill betűkkel: hangértékben is az А, Е, К, М, О, Т betűkkel, hangértékbeli eltéréssel pedig a В, Н, Р, С, У, Х betűkkel (ejtve „v, n, r, sz, u, h”), illetve a kisbetűs, kurzív т-vel (ejtve „t”).
A görög ábécén belül az Α, Β, Ε, Ζ, Κ, Μ, Ν, Ο, Ρ, T, Υ, a hangértéktől eltekintve pedig az Ι, Χ nagybetűkkel látható ma is a kapcsolat, ezek kisbetűs formái közül azonban csak az ε, κ, ο, τ feleltethetők meg könnyen latin betűs megfelelőjüknek a kiejtésük szerint, míg a ν, ρ, υ, χ, ω kiejtése eltér a latin ábécé által sugallt kiejtéstől.
A hasonló kinézetű betűket homoglifáknak nevezik(en) (nem azonos az egyező írásmódú, de eltérően ejtett homográfokkal egyazon nyelven belül). A Görögországban kiadott rendszámtáblák a görög ábécének csak azon betűit használhatják, amelyeknek van homoglifája a latin ábécében, mivel az Európai Unió a latin betűk használatát írja elő.
Ha egyazon szövegben (akár egyazon mondaton belül) fordulnak elő különböző ábécékből származó, hasonló vagy azonos megjelenésű betűk, azonosításuk szintén jelentős kihívás az optikai karakterfelismerés szempontjából. Az adathalászat megelőzésekor lényeges szempont azon linkek kiküszöbölése, amelyekben latin betűk helyett más ábécékből származó vagy egyéb okból összetéveszthető (lI) betűk, illetve hasonló szimbólumok szerepelnek, vö. IDN homograph attack (angolul).

## Mellékjeles bővítései
A történelem folyamán a latin ábécét átvette számos újonnan kifejlődött nyelv is saját használatára. Természetesen ezen nyelvek hangrendszerét nem fedte le teljesen a latin írás, ezért ezek néhány új betűt alkottak számos mellékjelet alkalmazva, például:
- a cedilla (franciásan cédille) a ç-ben (eredetileg egy kis z a c alatt), amely az [sz]-es ejtést szimbolizálja: az óspanyolból származik, majd számos újlatin nyelv átvette, de a török és az albán nyelvbe is bekerült [cs] hangértékkel; érdekesség, hogy a modern spanyolban már nem használják (helyette z-t írnak),
- a hacsek (haček) a szláv nyelvekben, egyes betűk lágyítását jelölik vele, pl. č,
- a tilde a spanyol ñ-ben és néhány portugál magánhangzón (eredetileg egy kis N a betű fölé írva), amely az egykori n kiesését, ezzel együtt a hang nazalizációját is jelöli,
- az ă, â, î, ș és ț a román nyelvben,
- és a magyar nyelv hosszú magánhangzóit jelölő ékezetes betűk: á, é, í, ó, ö, ő, ú, ü, ű.

A teljes listát lásd itt: Latin eredetű ábécék.
A németben négy, egykor ligatúraként használatos betűkapcsolatból alakult ki új betű: ae → ä, oe → ö, ue → ü, ſs → ß. A franciában használatos tetős ékezet (circumflex) a korai formákból eltűnt mássalhangzókat (elsősorban s-et) jelöli (ezek eredeti formái megtalálhatóak más nyelvekben, például az angolban is): ófrancia hostel → francia hôtel = angol hotel vagy késő latin pasta → középfrancia paste → francia pâte = angol paste.
A legtöbb speciális betűt tartalmazó nyelv a vietnámi, a tónusjelek kombinációival együtt 134-féle mellékjeles betűvel, Európán belül pedig a lengyel: ez utóbbi jelöli egyes betűk lágyságát, a kétféle [l]-et stb. A többi latin írású szláv nyelvben is találhatunk számos – főként hacsekkel módosított – mellékjeles betűt. A hausza nyelv három különleges mássalhangzót használ, ezek: ɓ, ɗ és ƙ.

## Rendezési szempontok
A latin eredetű ábécék rendezési szempontjai:
- A franciában és az angolban a trémával ellátott betűket egyformán kezeljük, és ha két egyforma szót csak a tréma különböztet meg, akkor az ékezetes szó kerül hátrébb.
- A német nyelvben az umlautos (Ä, Ö, Ü) betűket nem kezeljük külön alapváltozatuktól (kivéve a telefonkönyvekben, ahol az ae, oe, ue kapcsolatok között találhatók), a ß pedig mindig az ss között lelhető fel.
- A svédben és a dánban a W csak változata a V-nek, nem különálló betű. A svéd nyelv három különleges betűje a normál latin ábécé végén található: …, X, Y, Z, Å, Ä, Ö. Ezzel megegyező a finn betűrend is. Ugyanezeket a hangokat a dán és norvég nyelvben más sorrendben rendezzük: …, X, Y, Z, Æ, Ø, Å. Az Aa változata az Å-nak, ezért ide rendezzük.
- Régebben a spanyol betűrendben különálló betű volt a CH és az LL is (például CINCO, CREDO, CHISPA és LOMO, LUZ, LLAMA). 1997-ben a Spanyol Királyi Akadémia (RAE) változtatott e szabályozáson, azóta ezeket a betűkapcsolatokat tartalmazó szavakat tagonként (tehát: c+h és l+l) rendezzük sorba. Az Ñ (eñe) önálló betűként kezelendő mindkét szabályozás szerint.
- A holland betűrendben az IJ-t egykoron az Y változatának tartották, és a betűrendben az ilyen szavakat vagy y-ként, vagy az y utáni betűként kezelték. Manapság tagonként, tehát az i-s szavak közé sorolva rendezzük őket. Az IJ-jel kezdődő szavakban mind az I-t, mind a J-t nagybetűvel írjuk (pl. IJssel-tó).
- A magyar nyelvben az ékezetes betűket többnyire nem kezeljük külön alapváltozatuktól – az ö, ü külön betűnek számít, de itt sem különböztetjük meg a rövid és a hosszú formákat. Az úgynevezett szoros ábécében viszont az ékezetes betű az ékezettelen után következik (pl. Eger, egér, éger)
- Az izlandi nyelv az ábécé végére illesztette a Þ-t és a D után az Ð-et.
- A lengyel nyelv számos speciális betűt tartalmaz: A, Ą, B, C, Ć, D, E, Ę, …, L, Ł, M, N, Ń, O, Ó, P, …, S, Ś, T, …, Z, Ź, Ż.
- A cseh nyelvben az ékezetes magánhangzókat nem különböztetjük meg az alapváltozatuktól, a hacsekkel módosított mássalhangzók mindig alapváltozatuk után állnak. A CH mindig a H után rendeződik.
- Az eszperantó nyelvben a tetős ékezettel (circumflex) ellátott betűk (Ĉ, Ĝ, Ĥ, Ĵ, Ŝ) és a félhangzós u (Ŭ) különálló betűként kezelendő: …, C, Ĉ, D, E, F, G, Ĝ, H, Ĥ, I, J, Ĵ, K, …, S, Ŝ, T, U, Ŭ, V, Z.
- A románban a speciális betűket az alapváltozatuk után rendezzük, különálló betűként: A, Ă, Â, …, I, Î, …, S, Ş, T, Ţ, …, Z.
- A tatár nyelv speciális betűit az alapbetűk után rendezzük.
- A latin betűvel író déli szláv nyelvekben (horvát, szlovén stb.) a mellékjeles és az összetett betűk az alapbetűk után állnak: …, C, Č, Ć, D, Dž, Đ, E, …, L, LJ, M, N, NJ, O, …, S, Š, T, …, Z, Ž.